# Schloss Binzen
Das Schloss Binzen (auch Schloss Bintzheim oder Burg Binzen) ist ein abgegangenes Wasserschloss, das in der Gemeinde Binzen im heutigen Landkreis Lörrach stand.

## Geschichte

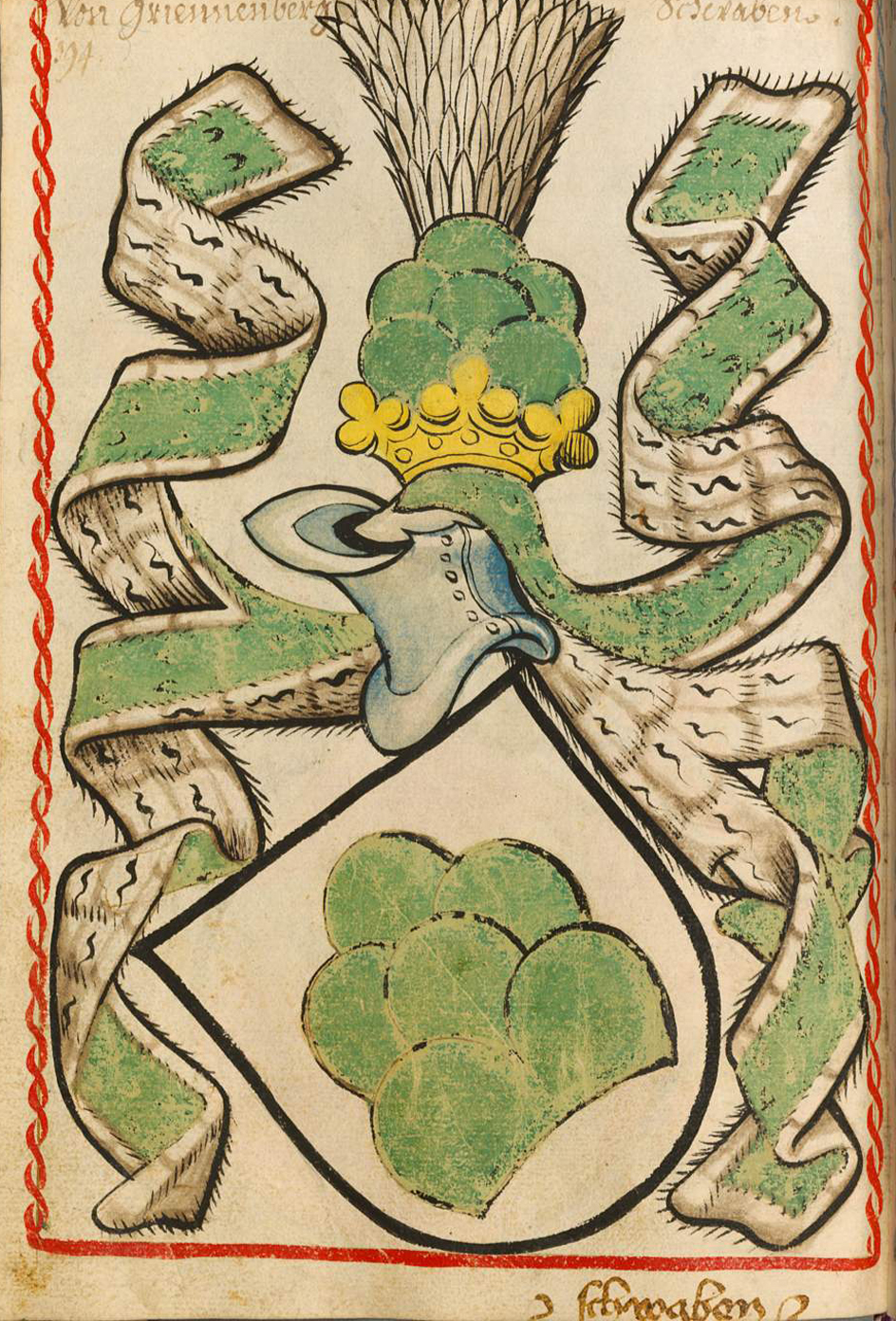
Wappen der Herren von Grünenberg

Die früheste bekannte Erwähnung der Burg datiert von 1405 und nennt sie ein Eigentum des Grymm von Grünenberg. Es wird vermutet, dass die Burg bereits im 12. oder 13. Jahrhundert zur Zeit der Herren von Binzen oder aber Ende 14. Jahrhunderts erbaut wurde. Am 21. Dezember 1448 wurde diese Burg durch Truppen der Stadt Basel zerstört.
Der Grundherr von Binzen, Wilhelm von Grünenberg, hatte mit anderen habsburgischen Gefolgsleuten der Stadt Basel einen Absagebrief geschickt und damit den Krieg erklärt. Die Burg wurde erst nach 1468 wieder aufgebaut. Ob die zeitweise parallel zu den von Grünenberg als Lehensinhaber genannten Herren von Baldegg ebenfalls Anteile an der Burg hatten bleibt unklar. Ab 1478 erscheinen die Baldegger als alleinige Lehensinhaber. 1503 verkaufte Hans von Baldegg Schloss und Dorf Binzen an den Basler Bischof Christoph von Utenheim. Das Schloss war dann bis zur Zerstörung Sitz der Burgvogtei Binzen des Fürstbistums Basel. Die Oberhoheit über Binzen hatten aber jeweils die badischen Markgrafen. Das Schloss diente dem Fürstbistum zeitweise auch als Gefängnis, was aus einer entsprechenden Genehmigung des Markgrafen Ernst von 1529 zu schließen ist.
1615 brannte das Schloss durch Unachtsamkeit des Personals. Im Dreißigjährigen Krieg (Dezember 1641) zerstörte Feuer das Schloss vollständig, während der Besetzung durch französische Truppen. Danach wurde das Schloss nicht wieder aufgebaut. Der Turm hatte bei dem Feuer das Dach und den Innenausbau eingebüßt, stand aber noch 1730. 1769 trat der Basler Bischof, Simon-Nicolas de Montjoie-Hirsingue, seine Rechte und Immobilien in Binzen im Tausch gegen Rechte in Schliengen, Mauchen und Steinenstadt an den Markgrafen Karl Friedrich von Baden-Durlach ab. Danach wurde zwischen 1771 und 1773 auch der Turm völlig abgetragen, Wall und Graben wurden eingeebnet.

## Beschreibung
Mangels einer Zeichnung und einer vollständigen Beschreibung der teilweise als Schloss und teilweise als Burg genannten Anlage, gibt es nur eine aus Erwähnungen in diversen Dokumenten zusammengesetzte Beschreibung. Demnach handelte es sich (bei dem nach 1468 wieder aufgebauten Schloss) um ein relativ kleines zweigeschossiges Haus das direkt an der Kander lag. Nebst dem Wohnhaus gab es einen freistehenden Turm, eine Stallung, sowie eine Zehntscheuer. Die Anlage war von einem Wassergraben umgeben und der Weg zum Eingangstor führte über eine Zugbrücke. Über dem Eingangstor waren eine Sonnenuhr und das Wappen des Fürstbistums Basel angebracht.
Im März 2018 erfolgten aufgrund einer Bauanfrage Sondierungsgrabungen in der Schlossgasse nahe der Kander, die einen Teil der Grundmauern freilegten. Es handelte sich um einen rechteckigen Bau, der auf der Innenseite eine Seitenlänge von etwa 8 Metern und eine Mauerdicke von knapp einem Meter aufweist. Die ummauerte Grundfläche betrug etwa 65 m², was bei den aus den Schriftquellen abzuleitenden zwei Geschossen eine Wohnfläche von etwa 130 m² bedeuten würde. Das „Schloss“ hatte damit ungefähr die Größe eines heutigen Einfamilienhauses. Hinweise auf einen Turm wurden dabei bislang nicht gefunden. Die im Grabungsgelände gefundenen Keramikscherben stützen die aus den Schriftquellen angenommene Nutzungsdauer von ca. 1400 bis ins 17. Jahrhundert.